# Robert Bourget-Pailleron
Pour les articles homonymes, voir Bourget et Pailleron.
Robert Bourget-Pailleron, né le 1er novembre 1897 dans le 8e arrondissement de Paris, ville où il est mort le 9 janvier 1970 dans le 7e arrondissement, est un écrivain français, lauréat du Prix Interallié et 1933 et du Grand prix du roman de l'Académie française en 1941.

## Biographie
L’Académie française lui décerne le prix Calmann-Lévy en 1937.
Il meurt à son domicile au 15 rue du Pré-aux-Clercs dans le 7e arrondissement de Paris.

## Prix et Distinctions

### Prix
- Prix Interallié (1933)
- Prix Calmann-Lévy (1937)
- Grand prix du roman de l'Académie française (1941)

### Distinctions
- Médaille militaire
- Croix de guerre 1914–1918
- Chevalier de la Légion d'honneur (22 octobre 1952)[2]

## Œuvres
- 1931 : Champ secret
- 1932 : Le Pouvoir absolu
- 1933 : L'Homme du Brésil, Prix Interallié.
- 1936 : Menaces de mort
- 1936 : Les Clés de la caisse
- 1938 : Conquête de la Bourgogne
- 1939 : La Folie Hubert, Grand prix du roman de l'Académie française (1941).
- 1941 : Le Chant du départ
- 1944 : Les Journées de juin
- 1953 : L'Enfant de minuit
- 1955 : La Demoiselle de Viroflay
- 1956 : Le Rendez-vous de Quimper
- 1958 : Les Antiquaires
- 1961 : La Colombe du Luxembourg